# Wéber Rudolf
Rudolf Weber (1890. augusztus 31. – 1918. november 11.) az Osztrák–Magyar Monarchia egyik eredményes, 6 légi győzelmet arató pilótája volt az első világháborúban.

## Élete
Erdélyi szász családban született. 1911-ben hivatásos katonaként kezdte szolgálatát a nagyszebeni 31. gyalogezredben. A világháború kitörése után az orosz frontra került, ahol kiváló teljesítményéért 1915. július 1-én soron kívül főhadnaggyá léptették elő. Az év végén átkérte magát a Légjárócsapatokhoz és a következő év áprilisára elvégezte a bécsújhelyi megfigyelőtiszti tanfolyamot. Az orosz fronton harcoló 25. repülőszázadhoz irányították, ahová éppen a Bruszilov-offenzíva közben érkezett meg.
1916. június 12-én Zbarazs mellett Vinzenz Magerl pilótával együtt Hansa-Brandenburg C.I-es gépével lelőtt egy orosz Voisint. Eközben azonban a légvédelmi gránátok egy srapnelja eltalálta Weber állát, így leszállás után azonnal egy lembergi kórházba szállították. Bár életét megmentették, arcán maradandó torzulást szenvedett. Hosszú kórházi tartózkodás után elvégezte a pilótatanfolyamot és az olasz frontra, a 2. repülőszázadhoz került. 1917. augusztus 11-én egy felderítő gépet vezetett és s délelőtt 11 körül lelőtt egy Nieuport vadászt, majd még ugyanaznap, egy újabb küldetés során még egy Nieuportot kényszerített földre. A következő napon Kambresko mellett egy olasz Farman felderítőt győzött le. Szeptember 14-én lelőtt egy azonosítatlan típusú ellenséges gépet és megszerezte ötödik győzelmét. Október 26-án Podlesce körzetében egy olasz SPAD-ot kényszerített földre az osztrák-magyar arcvonal mögött.
1918. január 2-án átkerült a Repülőarzenálhoz, majd kinevezték az akkor felállított, Aviano repterén állomásozó 102. bombázószázad parancsnokává. 1918 novemberének elején az általános visszavonuláskor Weber igyekezett megmenteni századának repülőgépeit és csapatával együtt Avianóból Laibachba repült. A helybeli, magukat már jugoszlávnak tekintő hatóságok elkobozták a gépeket, így Weber néhány bajtársával egy automobillal Ausztria felé indult. November 11-én egy Villach előtti ellenőrzőponton egy milicista tüzet nyitott rájuk és Rudolf Weber életét vesztette. Holttestét a bécsi központi temetőben helyezték el.

## Kitüntetései
- Vaskoronarend III. osztály a hadidíszítménnyel és kardokkal
- Katonai Érdemkereszt III. osztály hadidíszítménnyel és kardokkal
- Bronz Katonai Érdemérem hadiszalagon, kardokkal
- Vaskereszt II. osztály

## Légi győzelmei
| Sorszám | Idő                | Egység           | Repülőgép             | Ellenfél   |
| ------- | ------------------ | ---------------- | --------------------- | ---------- |
| 1       | 1916 június 12.    | 25. repülőszázad | Hansa-Brandenburg C.I | Voisin     |
| 2       | 1917 augusztus 11. | 2. repülőszázad  | C                     | Nierpourt  |
| 3       | 1917 augusztus 11. | 2. repülőszázad  | C                     | Nierpourt  |
| 4       | 1917 augusztus 12. | 2. repülőszázad  | C                     | Two-Seater |
| 5       | 1917 szeptember 14 | 2. repülőszázad  | C                     | EA         |
| 6       | 1917 október 26.   | 2. repülőszázad  | Felderítőgép          | SPAD       |